# Opistosporidis
Els opistosporidis (Opisthosporidia) o criptomicots (Cryptomycota) són un antic grup de fongs avui en desús.
Són microorganismes unicel·lulars, paràsits obligats, en general intracel·lulars que produeixen espores o zoòspores.
Constitueixen un grup basal i primitiu dels fongs, anteriorment van ser classificats com protists però s'ha revelat que els diferents subgrups presenten quitina a nivell de la paret cel·lular o almenys en les espores, una característica universal dels fongs. La quitina està associada a α- i β-glucans, per a això, s'utilitzen enzims quitina sintetases específiques de tipus IV, igual que en la majoria de fongs més evolucionats.

## Filogènia
S'ha postulat que podria ser un grup monofilètic de la següent manera:
|  | Aphelida                                                     |
|  |                                                              |
|  | \| \| Rozellidea \| \| \| \| \| \| Microsporidia \| \| \| \| |
|  |                                                              |
|  | Rozellidea                                                   |
|  |                                                              |
|  | Microsporidia                                                |
|  |                                                              |

|  | Rozellidea    |
|  |               |
|  | Microsporidia |
|  |               |